# Lagotis ramalana
Lagotis ramalana là một loài thực vật có hoa trong họ Mã đề. Loài này được Batalin mô tả khoa học đầu tiên năm 1895.